# 峰岡 (新潟市)
峰岡（みねおか）は、新潟県新潟市西蒲区の大字。郵便番号は953-0075。

## 概要
1889年（明治22年）から現在の大字。矢川左岸に位置する。もとは1871年（明治4年）から1889年（明治22年）まであった峰岡村の区域の一部。

### 隣接する町字
北から東回り順に、以下の町字と隣接する。
- 松郷屋
- 下木島
- 上木島
- 舟戸
- 福井
- 平沢

## 歴史
1871年（明治4年）に三根山が改称して成立。
三根山（みねやま）
江戸時代から1871年（明治4年）まであった陣屋所在地地名は、三方に根を張った形の丘陵地にちなむ。1634年（寛永11年）に長岡藩から分知、1863年（文久3年）に三根山藩が立藩した。

### 年表
- 1889年（明治22年）4月1日 : 合併により福木岡村の大字となる。
- 1901年（明治34年）11月1日 : 合併により峰岡村の大字となる。
- 1955年（昭和30年）1月1日 : 合併により巻町の大字となる。
- 2005年（平成17年）10月10日 : 合併により新潟市の大字となる。
- 2007年（平成19年）4月1日 : 新潟市の政令指定都市移行により、西蒲区の大字となる。

## 世帯数と人口
2018年（平成30年）1月31日現在の世帯数と人口は以下の通りである。
| 大字 | 世帯数 | 人口  |
| ---- | ------ | ----- |
| 峰岡 | 80世帯 | 231人 |

## 小・中学校の学区
市立小・中学校に通う場合、学区は以下の通りとなる。
| 番地 | 小学校             | 中学校             |
| ---- | ------------------ | ------------------ |
| 全域 | 新潟市立巻南小学校 | 新潟市立巻東中学校 |

## 主な企業・施設
- 峰岡郵便局

## 交通

### 道路
- 国道460号